# Fernelia
Fernelia là một chi thực vật có hoa trong họ Thiến thảo (Rubiaceae).

## Loài
Chi Fernelia gồm các loài: